# Carlotta di Cipro
Carlotta di Cipro o Carlotta di Lusignano (Nicosia, 28 giugno 1444 – Roma, 16 luglio 1487) fu principessa di Antiochia dal 1456 al 1458, regina di Cipro, regina titolare di Gerusalemme, pretendente al trono armeno di Cilicia dal 1458 al 1464 e contessa consorte di Ginevra dal 1460 al 1482.
Fu l'ultima erede legittima dei Lusignano.
Regnò incontrastata dal 1458 al 1461, poi il fratellastro Giacomo II il Bastardo, con l'aiuto degli egiziani, l'assediò nel castello di Kyrenia sino al 1464, quando le fu sottratto l'ultimo baluardo e fu deposta.

## Biografia

### Infanzia

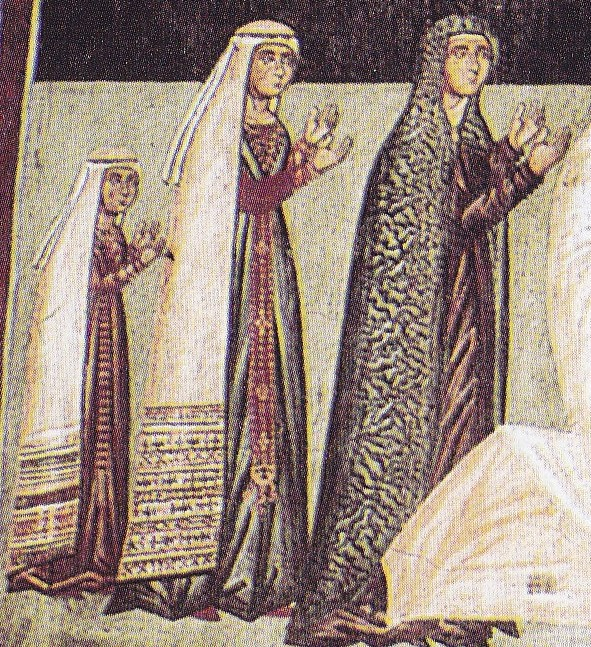
Carlotta in giovane età con la madre Elena Paleologa e la sorella Cleopha

Sia secondo Les familles d'outre-mer, sia secondo la Chroniques d'Amadi et de Strambaldi. T. 2, Carlotta era la figlia primogenita del re di Cipro e di Gerusalemme, pretendente al trono armeno di Cilicia, Giovanni II di Lusignano (1416 – 1458) e della sua seconda moglie, Elena Paleologa (1428-1458), che, ancora secondo Les familles d'outre-mer, che secondo la Chroniques d'Amadi et de Strambaldi. T. 2, era l'unica figlia di Teodoro II Paleologo, despota della Morea e della moglie Cleofe Malatesta di Pesaro, che, secondo il Ducæ Michælis Ducæ nepotis Historia Byzantina era la figlia del signore di Rimini, Pesaro, Fossombrone, Fratta Todina, Gradara, Jesi, Todi, Narni, Orte e Acquasparta, Malatesta IV Malatesta e di Elisabetta da Varano, morta misteriosamente nel 1433.
Sia secondo Les familles d'outre-mer, sia secondo la Chroniques d'Amadi et de Strambaldi. T. 1, Giovanni II di Lusignano era il figlio primogenito del re di Cipro e di Gerusalemme, pretendente al trono armeno di Cilicia, Giano di Lusignano (1375-1432) e della sua seconda moglie, Carlotta di Borbone (1388-1422), che, secondo lo storico e genealogista francese, Pierre de Guibours, detto Père Anselme de Sainte-Marie o più brevemente Père Anselme, nel suo Histoire généalogique et chronologique de la maison royale de France, Carlotta era figlia del Conte di La Marche, Giovanni di Borbone-La Marche e della Contessa di Vendôme e di Castres, Caterina di Vendôme, che sempre secondo Père Anselme, era la figlia di Giovanni VI di Vendôme, Conte di Vendôme e di Castres e di Giovanna di Ponthieu, signora d’Épernon, figlia di Giovanni di Ponthieu, Conte di Aumale, Signore di Montgomery, d’Épernon, di Noyelles-sur-Mer e di Fontaine-Guérard e di Caterina d’Artois.

### Primo matrimonio

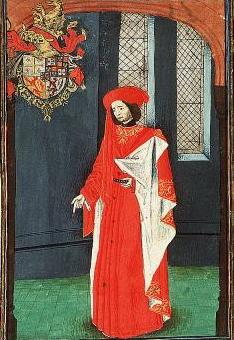
Giovanni di Coimbra raffigurato con le insegne dell'Ordine del Toson d'oro

Nel 1456 Carlotta sposò in prime nozze Giovanni di Portogallo (1431-1457), figlio secondogenito del primo Duca di Coimbra e reggente del Regno del Portogallo, Pietro d'Aviz (figlio del re del Portogallo Giovanni I e di sua moglie Filippa di Lancaster), e di Isabella di Urgell (1409-1443), che ricevette il titolo di principe titolare d'Antiochia e affiancò il suocero nel governo del regno. Nel 1457 Giovanni si ammalò e morì e la suocera, la regina Elena, fu sospettata di averlo fatto avvelenare dal ciambellano di corte, in quanto cercava di contrastare la religione ortodossa.

### Secondo matrimonio

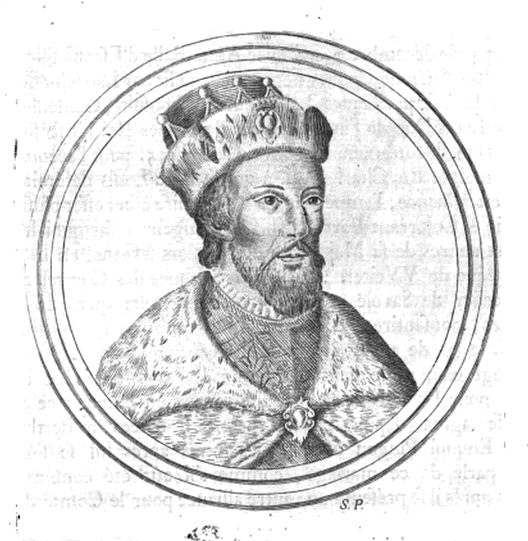
Il secondo marito Luigi di Savoia, conte di Ginevra

Rimasta vedova, per Carlotta fu cercato un nuovo marito e già nel 1457 furono intavolate trattative con Luigi di Savoia, figlio maschio secondogenito di Ludovico di Savoia, alle trattative si oppose la madre di Carlotta, Elena, in quanto riteneva che due cugini primi non dovessero sposarsi.
Tra il 1457 e il 1458, sua madre Elena morì (secondo la Chronique de l'Île de Chypre, morì l'11 aprile 1458; secondo la Chroniques d'Amadi et de Strambaldi. T. 2, Elena morì nel mese di maggio (70 giorni prima del marito, Giacomo II morto il 24 luglio 1458) le trattative ripresero e furono portate a termine, a Torino, nel 1458, e Luigi assunse il titolo di principe titolare d'Antiochia.
Solo l'anno successivo, il 7 ottobre 1459, fu celebrato il matrimonio di persona tra Carlotta e il cugino Luigi di Savoia (1436-1482), conte di Ginevra e secondogenito di Ludovico I duca di Savoia e di Anna di Lusignano, sua parente e figlia del re Giano di Cipro.
Dal secondo matrimonio nacque un figlio, Ugo, morto in culla poco dopo il parto (luglio 1464).

### Regno

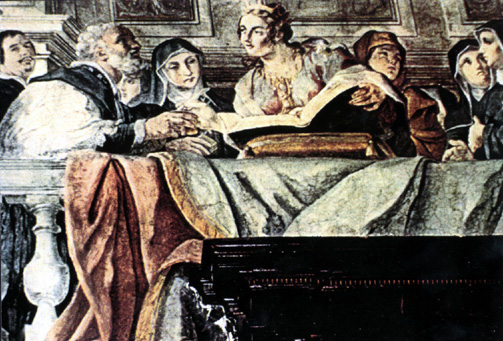
La regina Carlotta (al centro)

Carlotta regnò con saggezza ed equilibrio, meritandosi la stima dei regnanti europei, comprese la corte imperiale germanica e quella bizantina. Dotata di discreto acume e di alto senso della carica, che riteneva aver ricevuto come missione divina direttamente da Dio, incarnò alla perfezione la figura della Domina. Seppe mantenere una costante autonomia del regno, grazie anche a un'abilità innata nel tessere alleanze all'insegna della distensione.
Lasciò il regno in floride condizioni: attuò una riforma fiscale che riuscì a individuare, per ogni zona dell'isola, gli indici di ricchezza su cui calcolare l'imponibile d'imposta. Quel sistema, all'epoca così innovativo, venne via via nei secoli perfezionato e ancora oggi è in uso, permettendo alla comunità locale una costante entrata fiscale per le necessità dello Stato cipriota.

### Deposizione

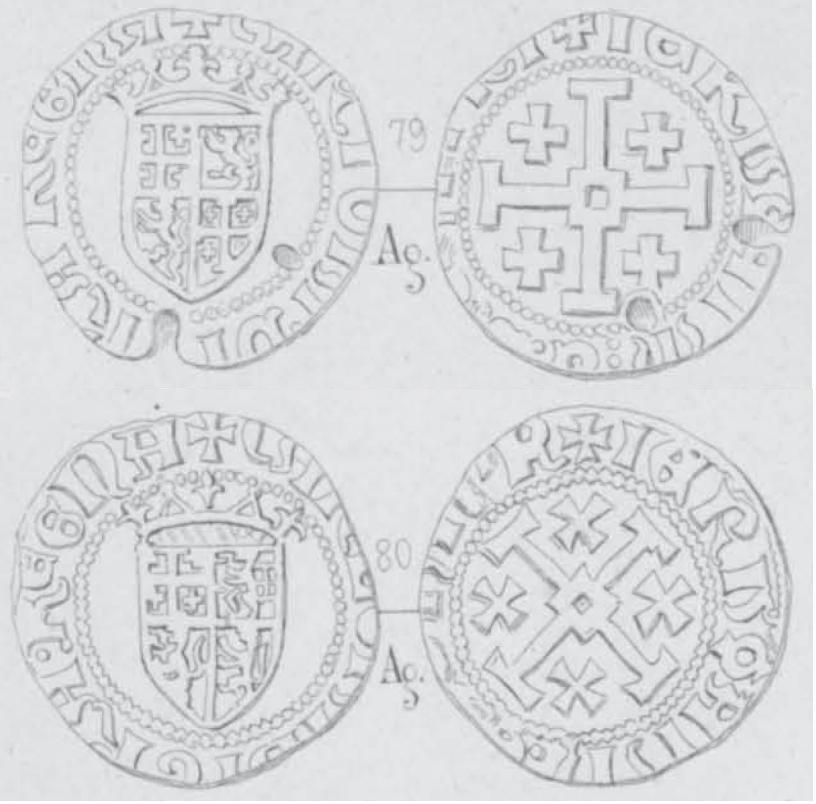
Monete coniate nel regno di Carlotta

Il fratellastro di Carlotta, Giacomo il Bastardo, che cercava di contrastare l'autorità della sorella, dopo l'arrivo a Cipro di Luigi, dovette sottomettersi.
Giacomo allora andò al Cairo, dove convinse il sultano a concedergli una flotta e un esercito per conquistare Cipro, e, tra il 1460 e il 1461, occupò l'isola con l'eccezione del castello di Kyrenia, a cui pose l'assediò.
Lasciata una guarnigione a difesa del Castello, Carlotta e Luigi si recarono, in cerca d'aiuto, prima a Rodi e poi in Savoia, dove, il 18 giugno 1462, fecero un patto coi duchi di Savoia, Ludovico e Anna di Lusignano, che in caso di morte senza eredi avrebbero lasciato il regno di Cipro ai duchi di Savoia.
Con la caduta di Kyrenia, nel 1464, Carlotta fu deposta dal fratellastro usurpatore, che si proclamò re di Cipro Giacomo II, chiedendo l'autorizzazione al papa (che gliela negò) a essere incoronato.
Carlotta lottò tenacemente per riavere il trono, soprattutto quando era regina la cognata Caterina Cornaro, ma non poté nulla contro la Repubblica di Venezia che si impadronì dell'isola.
Carlotta si considerava sempre la sovrana di Cipro e, non avendo eredi diretti, nel febbraio 1485, trasmise i suoi diritti al nipote Carlo I di Savoia, discendente dalla duchessa Anna di Lusignano, che si impegnò a versarle una pensione di 4.300 fiorini annui; il documento fu siglato a Roma il 26 febbraio 1485 ed è riprodotto nella Histoire de l'île de Chypre sous le règne des princes de la maison de Lusignan, volume 3, con relative ratifiche. Da allora i Savoia si fregiarono del suddetto titolo regale.

### Ultimi anni e morte

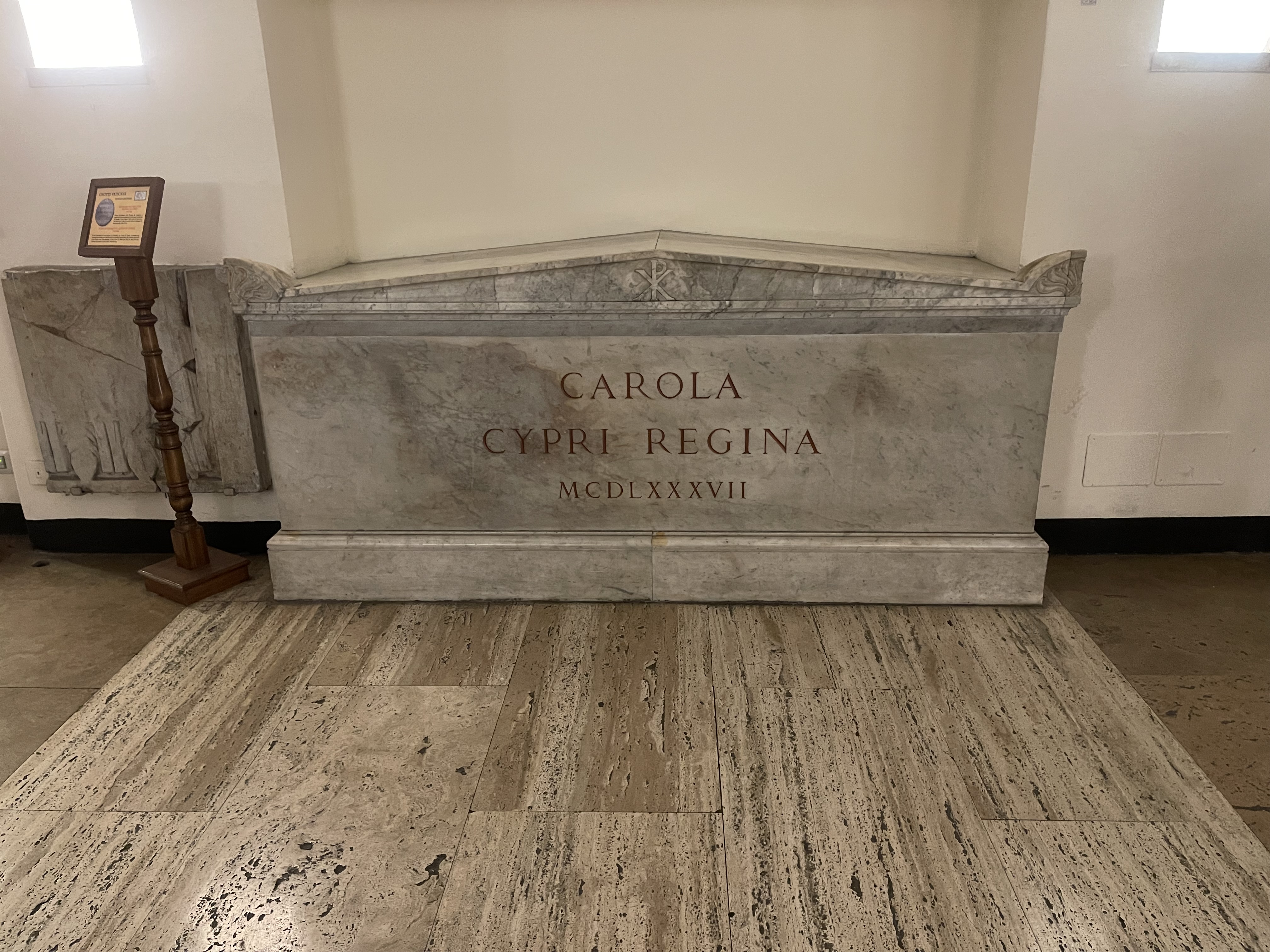
Tomba della regina Carlotta nelle Grotte Vaticane

L'ex regina, intanto, di nuovo vedova, trascorse gli ultimi anni a Roma, dove morì, all'età di 43 anni, il 16 luglio 1487. Papa Innocenzo VIII volle che fosse tumulata nelle Grotte Vaticane dove tuttora riposa tra gli ultimi pontefici e vicino a Matilde di Canossa e Cristina di Svezia.

## Giudizio storico
Di lei saggisti e poeti scrissero righe di elogi, anche per la sua moderazione del campo della giustizia, ove profuse energie per un codice penale che garantisse delle pene sicure ma umane, finalizzate al recupero della persona. Per questo la pena di morte venne considerata attuabile solo nei confronti dei traditori dello Stato.

## Discendenza
Carlotta e Luigi di Savoia ebbero un figlio:
- Ugo (luglio 1464), morto poco dopo il parto.[21]

## Ascendenza
|                       |                      |                                 | Genitori                         |  |  | Nonni |  |  | Bisnonni           |  |  | Trisnonni       |  |
|                       |                      |                                 |                                  |  |  |       |  |  | Giacomo I di Cipro |  |  | Ugo IV di Cipro |  |
|                       |                      |                                 |                                  |  |  |       |  |  | Giacomo I di Cipro |  |  | Ugo IV di Cipro |  |
|                       |                      | Alice d'Ibelin                  |                                  |  |  |       |  |  | Giacomo I di Cipro |  |  |                 |  |
| Giano di Cipro        |                      |                                 |                                  |  |  |       |  |  | Giacomo I di Cipro |  |  |                 |  |
|                       |                      | Helvis di Brunswick-Grubenhagen | Filippo di Brunswick-Grubenhagen |  |  |       |  |  |                    |  |  |                 |  |
|                       |                      | Helvis di Brunswick-Grubenhagen | Filippo di Brunswick-Grubenhagen |  |  |       |  |  |                    |  |  |                 |  |
|                       |                      | Helvis di Brunswick-Grubenhagen | Alix de Dampierre                |  |  |       |  |  |                    |  |  |                 |  |
| Giovanni II di Cipro  |                      | Helvis di Brunswick-Grubenhagen |                                  |  |  |       |  |  |                    |  |  |                 |  |
|                       |                      | Giacomo I di Borbone-La Marche  | Giacomo I di Borbone-La Marche   |  |  |       |  |  |                    |  |  |                 |  |
|                       |                      | Giacomo I di Borbone-La Marche  | Giacomo I di Borbone-La Marche   |  |  |       |  |  |                    |  |  |                 |  |
|                       |                      | Giacomo I di Borbone-La Marche  | Giovanna di Châtillon            |  |  |       |  |  |                    |  |  |                 |  |
| Carlotta di Borbone   |                      | Giacomo I di Borbone-La Marche  |                                  |  |  |       |  |  |                    |  |  |                 |  |
|                       |                      | Caterina di Vendôme             | Giovanni VI di Vendôme           |  |  |       |  |  |                    |  |  |                 |  |
|                       |                      | Caterina di Vendôme             | Giovanni VI di Vendôme           |  |  |       |  |  |                    |  |  |                 |  |
|                       |                      | Caterina di Vendôme             | Jeanne de Ponthieu               |  |  |       |  |  |                    |  |  |                 |  |
| Carlotta di Lusignano |                      | Caterina di Vendôme             |                                  |  |  |       |  |  |                    |  |  |                 |  |
|                       | Manuele II Paleologo | Giovanni V Paleologo            |                                  |  |  |       |  |  |                    |  |  |                 |  |
|                       | Manuele II Paleologo | Giovanni V Paleologo            |                                  |  |  |       |  |  |                    |  |  |                 |  |
|                       | Manuele II Paleologo | Elena Cantacuzena               |                                  |  |  |       |  |  |                    |  |  |                 |  |
| Teodoro II Paleologo  | Manuele II Paleologo |                                 |                                  |  |  |       |  |  |                    |  |  |                 |  |
|                       |                      | Elena Dragaš                    | Costantino Dragaš                |  |  |       |  |  |                    |  |  |                 |  |
|                       |                      | Elena Dragaš                    | Costantino Dragaš                |  |  |       |  |  |                    |  |  |                 |  |
|                       |                      | Elena Dragaš                    | Eudocia Comnena                  |  |  |       |  |  |                    |  |  |                 |  |
| Elena Paleologa       |                      | Elena Dragaš                    |                                  |  |  |       |  |  |                    |  |  |                 |  |
|                       |                      | Malatesta IV Malatesta          | Pandolfo II Malatesta            |  |  |       |  |  |                    |  |  |                 |  |
|                       |                      | Malatesta IV Malatesta          | Pandolfo II Malatesta            |  |  |       |  |  |                    |  |  |                 |  |
|                       |                      | Malatesta IV Malatesta          | Paola Orsini                     |  |  |       |  |  |                    |  |  |                 |  |
| Cleofe Malatesta      |                      | Malatesta IV Malatesta          |                                  |  |  |       |  |  |                    |  |  |                 |  |
|                       |                      | Elisabetta da Varano            | Rodolfo II da Varano             |  |  |       |  |  |                    |  |  |                 |  |
|                       |                      | Elisabetta da Varano            | Rodolfo II da Varano             |  |  |       |  |  |                    |  |  |                 |  |
|                       |                      | Elisabetta da Varano            | Camilla Chiavelli                |  |  |       |  |  |                    |  |  |                 |  |
|                       |                      | Elisabetta da Varano            |                                  |  |  |       |  |  |                    |  |  |                 |  |

### Fonti primarie
- (IT)  Chroniques d'Amadi et de Strambaldi. T. 1.
- (IT)  Chroniques d'Amadi et de Strambaldi. T. 2.
- (IT)  Chronique de l'Île de Chypre.
- (LA)  Ducæ Michælis Ducæ nepotis Historia Byzantina.
- (LA)  Histoire de l'île de Chypre sous le règne des princes de la maison de Lusignan, volume 3.
- (FR)  Histoire généalogique et chronologique de la maison royale de France.
- (FR)  Histoire généalogique de la royale maison de Savoie, justifiée par titres, ..par Guichenon, Samuel, volume 2

### Letteratura storiografica
- (FR)  Les familles d'outre-mer.
- F. Fileti, I Lusignan di Cipro, Firenze, 2000.
- L. Somma, La Regina Cornaro tra Cipro e Venezia, Villorba, 2010.
- D. Taverna, Anna di Cipro, Milano, 2007.
- Angela Dillon Bussi, CARLOTTA di Lusignano, regina di Cipro, in Dizionario biografico degli italiani, vol. 20, Roma, Istituto dell'Enciclopedia Italiana, 1977. URL consultato il 1º marzo 2015.